# Phantomas 2
Phantomas 2 es un videojuego desarrollado por Dinamic Software en plena edad de oro del software español. Está ambientado en el interior del castillo del conde Drácula, donde el jugador tiene que superar una serie de trampas hasta dar muerte al monstruo. El videojuego se presentó como un arcade de videoaventura combinado con un videojuego de plataformas. Se desarrolló para las plataformas ZX Spectrum, Amstrad CPC, Commodore 64 y, un año después de su publicación, también en MSX. Se dio a conocer internacionalmente bajo el título de "Vampire" por medio de la distribuidora Code Masters.

## Argumento

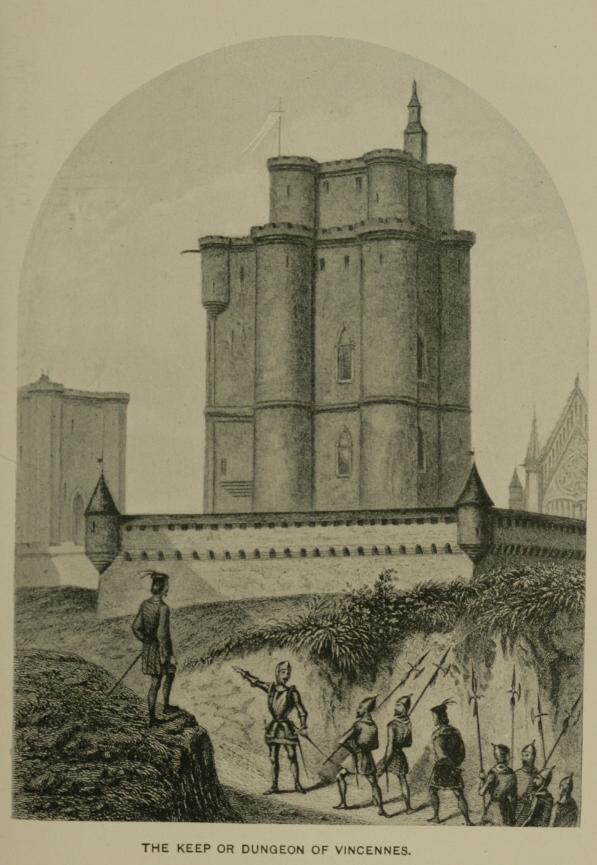
La ambientación del juego se desarrolla en el mismo castillo del Conde Drácula. En la imagen, representación del castillo de Vincennes, antigua Francia.

El androide Phantomas, proveniente de la galaxia de Andrómeda, tiene una nueva misión: infiltrarse en el castillo del conde Drácula y darle muerte. Pero para llevar a cabo dicha tarea, el ladrón intergaláctico deberá sortear noventa y cinco pantallas llenas de enemigos y de trampas hasta llevar a cabo su misión.

## Jugabilidad
La historia de «Phantomas 2» se desarrolla linealmente y dentro del llamado género de plataformas propio de la época de su desarrollo: limitación de movimientos y de saltos. El personaje puede efectuar dos tipos de saltos diferentes: uno alto para alcanzar posiciones más elevadas y uno largo para recorrer más terreno. El número de enemigos que debemos superar antes de dar con Drácula, es variopinto: murciélagos, arañas, flechas que se disparan automáticamente, etcétera que reducen energía con tan sólo un roce. Para recuperar fuerza vital, el jugador debe recolectar alimentos, que aumentarán en una unidad la barra de vida del personaje.

## Desarrollo
En 1986, dos jóvenes programadores españoles, Enrique Cervera y Emilio Salgueiro, compitieron ambos para desarrollar el mejor juego de plataformas con factura española. Tras haber trabajado cada uno en lo suyo, el resultado final fue presentado a la compañía Dinamic Software, una de las líderes en creación y desarrollo de videojuegos producidos en España por aquel entonces.
Dicha empresa poseía el sello denominado Future Stars con el que apostaba por jóvenes programadores con talento. De la reunión de Cervera y Salgueiro con Dinamic, no solo lograron obtener el interés de la empresa por sus programas, sino que ambos fueron publicados como títulos punteros de Dinamic; la distribuidora tan solo impuso que el protagonista de ambas historias debía ser el mismo, y fue entonces cuando Cervera y Salgueiro crearon al androide Phantomas.

## Legado

### «Phantomas Saga: Infinity»
A finales de los años 90, dos programadores de alias Na Than Assh Antti —Na_th_an— y phobeous, ambos miembros de CEZ Games Studio y obsesionados con una tercera parte de la saga Phantomas que nunca llegó a editar Dinamic, desarrollaron durante los últimos años de carrera su visión de cómo debía ser la tercera entrega. La respaldaron otros programadores, pero no fue hasta 2006 cuando ESP Soft publicó «Phantomas Saga: Infinity» junto a CEZ Games Studio.

### Adaptación de 2011
En 2011, Julián Masero creó una adaptación del juego para iPhone.